# Magnistipula butayei
Espèce
Synonymes
- Hirtella butayei (De Wild.) Brenan[1] [2]
- Magnistipula butayei subsp. butayei[1]

Magnistipula butayei est une espèce de plantes à fleurs du genre Magnistipula dans la famille des Chrysobalanaceae.

## Étymologie
L'épithète spécifique butayei lui a été donnée en hommage au père jésuite belge René Butaye.

## Description
C’est un arbre à feuilles persistantes qui peut atteindre 30 mètres de hauteur, quelques spécimens atteignant 45 mètres. Son écorce est grise et assez lisse. Ses fleurs, blanches, font 7 mm de longueur.

## Utilisation
Ces arbres sont parfois abattus pour les utiliser en tant que médicament ou pour fabriquer des cuillères et des mortiers en bois. Leur bois sert de carburant ou de charbon. Les feuilles sont écrasées et la poudre est appliquée sur les cordons ombilicaux des bébés comme désinfectant.

## Habitat
Il se trouve en Afrique tropicale, allant du Liberia jusqu'à la République centrafricaine, au Congo, en Tanzanie, vers le sud de l’Angola, au Malawi et en Zambie dans les forêts et les milieux sub-montagnards.

## Liste des sous-espèces
Selon BioLib (17 juillet 2017) :
- sous-espèce Magnistipula butayei subsp. balingembaensis Sothers, Prance & B.J.Pollard
- sous-espèce Magnistipula butayei subsp. bangweolensis (R.E.Fr.) F.White
- sous-espèce Magnistipula butayei subsp. butayei
- sous-espèce Magnistipula butayei subsp. glabriuscula (Hauman) Champl.
- sous-espèce Magnistipula butayei subsp. greenwayi (Brenan) F.White
- sous-espèce Magnistipula butayei subsp. ituriensis Champl.
- sous-espèce Magnistipula butayei subsp. korupensis Burgt
- sous-espèce Magnistipula butayei subsp. montana (Hauman) F.White
- sous-espèce Magnistipula butayei subsp. sargosii (Pellegr.) F.White
- sous-espèce Magnistipula butayei subsp. tisserantii (Aubrév. & Pellegr.) F.White
- sous-espèce Magnistipula butayei subsp. youngii (Mendes) F.White

Selon The Plant List (17 juillet 2017) :
- sous-espèce Magnistipula butayei subsp. bangweolensis (R.E.Fr.) F.White
- sous-espèce Magnistipula butayei subsp. glabriuscula (Hauman) Champl.
- sous-espèce Magnistipula butayei subsp. greenwayi (Brenan) F.White
- sous-espèce Magnistipula butayei subsp. montana (Hauman) F.White
- sous-espèce Magnistipula butayei subsp. sargosii (Pellegr.) F.White
- sous-espèce Magnistipula butayei subsp. tisserantii (Aubrév. & Pellegr.) F.White
- sous-espèce Magnistipula butayei subsp. youngii (Mendes) F.White

Selon Tropicos (17 juillet 2017) (Attention liste brute contenant possiblement des synonymes) :
- sous-espèce Magnistipula butayei subsp. balingenbaensis Sothers, Prance & B.J. Pollard
- sous-espèce Magnistipula butayei subsp. bangweolensis (R.E. Fr.) F. White
- sous-espèce Magnistipula butayei subsp. butayei
- sous-espèce Magnistipula butayei subsp. glabriuscula (Hauman) Champl.
- sous-espèce Magnistipula butayei subsp. greenwayi (Brenan) F. White
- sous-espèce Magnistipula butayei subsp. ituriensis Champl.
- sous-espèce Magnistipula butayei subsp. montana (Hauman) F. White
- sous-espèce Magnistipula butayei subsp. sargosii (Pellegr.) F. White
- sous-espèce Magnistipula butayei subsp. tisserantii (Aubrév. & Pellegr.) F. White
- sous-espèce Magnistipula butayei subsp. transitoria F. White
- sous-espèce Magnistipula butayei subsp. youngii (Mendes) F. White
- variété Magnistipula butayei var. butayei
- variété Magnistipula butayei var. greenwayi (Brenan) R.A. Graham